# Xarxa en estrella

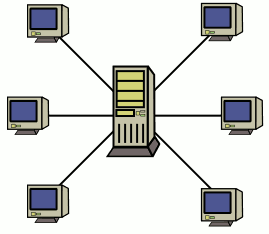
Xarxa en estrella

La Xarxa en estrella és una topologia de xarxa on els nodes estan connectats a un node central o hub mitjançant enllaços punt a punt, que actua d'encaminador per transmetre els missatges entre nodes.

## Avantatges
- És senzilla d'implementar i estendre. Fins i tot en grans xarxes.
- Normalment és econòmica.
- La fallada d'un node no afecta a la resta.
- Fàcil d'administrar.
- Facilitat per detectar-hi fallades als enllaços.
- Gran amplada de banda entre enllaços car no és necessari compartir aquests amb diferents nodes.

## Desavantatges
- Longitud de cable i nombre d'estacions limitat.
- Cost d'administració car a llarg termini.
- El rendiment disminueix en afegir nodes.
- La fallada del node central deshabilita tota la xarxa.